# Danesfahan
Danesfahan (perski: طالقان) – miasto w Iranie, w ostanie Kazwin. W 2016 roku liczyło 9434 mieszkańców.